# Oksadiazole
Oksadiazole – grupa organicznych związków chemicznych zbudowanych z pięcioczłonowego pierścienia heterocyklicznego o charakterze aromatycznym, zawierającego atom tlenu i dwa atomy azotu. Wzór sumaryczny: C2H2N2O.
Możliwe izomery:

1,2,3-oksadiazol
1,2,4-oksadiazol
1,2,5-oksadiazol
1,3,4-oksadiazol

Izomer 1,2,3 nie jest znany ani w formie wolnego związku, ani prostych pochodnych. Wynika to z jego bardzo łatwej izomeryzacji do liniowego formylodiazometanu, O=CH−CH=N+=N−. Obliczenia wskazują, że otrzymanie tego jest prawdopodobnie niemożliwe, znane są jednak jego pochodne, w których izomeryzacja jest utrudniona, przykładowo nafto[2,3-d]-1,2,3-oksadiazol. Pozostałe izomery są znane i scharakteryzowane.
Układ pierścienia oksadiazolowego występuje w niektórych lekach – na przykład pierścień 1,3,4-oksadiazolowy obecny jest w raltegrawirze. Z kolei pierścień 1,2,3-oksadiazolu, ustabilizowany dodatkowymi wiązaniami, występuje w mezokarbie.